# シナぷしゅ
『シナぷしゅ』は、テレビ東京系列にて2019年12月16日から12月20日にパイロット版が放送され、2020年4月6日からレギュラー放送をしている乳幼児向け子供番組。

## 概要
本作は、民間放送では初となる試みとなる乳幼児（0歳から2歳）向けの子供番組であり、テレビ番組の視聴率を計測しているビデオリサーチの調査対象でも乳幼児層は対象外としているため、異色の番組と評されている。
それでも本番組は、YouTubeでの無料配信に加え、シールブックや絵本、さらにはGUと共同開発したベビー服など、番組の枠を超えた企画が展開された。
また、副音声では、村山明による解説放送が行われている。
25分に当初開始番組したが､2023年4月3日放送分よりそれまで『秒でNEWS180』が放送されていた放送枠を統合し、30分番組に拡大した。これに伴い、エンディング終了後に「アンコール」として、過去に放送された歌をもう1曲流すフォーマットとなった。
2025年3月、文化放送は本番組とのコラボレーションを行い、本番組のラジオ版となる『みんなでシナぷしゅラジオ』を同月20日に放送することを発表した。

## 主なコーナー
レギュラーコーナー（毎日放送されるコーナー）と不定期コーナーの2種類からなる。
うごくもいもい
番組を監修する東京大学赤ちゃんラボの開一夫教授が手掛けた絵本「もいもい」のキャラクターをTVアニメ化したもの。「リズムでもいもい」「もいもいどーこだ？」「もいもいアレコレ」「もいもいまぜまぜ」「もいころポン」の5種類からなる。初期には「もいもいなーんだ？」が放映されていた。
せかいのいないいないばぁ
本番組メインキャラクターの「ぷしゅぷしゅ」たちが、世界各国の「いないいないばぁ」を紹介。
オリジナルソング「あいうえーお!のうた」
ひらがな版「ABCの歌」である「あいうえおの歌」。
ヒカリの森の黒うさぎ
セリフのない切り絵アニメーション。森の中に住む野生の黒うさぎが主人公。
切り絵アニメ：名取祐一郎
音楽：名取将子
キャラクターモーション：小川泉(一部担当話のみ）
ビリビリ
紙をビリビリ破きまくり音と感触を想像して楽しむコーナー。
切り絵アニメ：名取祐一郎
どてっ
いろいろなものが倒れる映像に、「どてっ」「ぱたっ」「バタン」の声を当てられている。
どうぶつ落っちんぐ
クラシック音楽や歌のない童謡などに合わせていろいろな動物が落ちてきて鳴く。
がっしゃん
パペットの猫「ひーたん＆みーたん」が身近な「連結（つながる、くっつく）」を「がっしゃん」という言葉で紹介する。くっつかないものを紹介する場合には「もっと見たい」「もっと知りたい」というコーナー名になる。
マンマタイム
コーナーテーマソング「マンマのうた」（歌・海蔵亮太）。
離乳食・幼児食の料理を作っている手元の映像に合わせたご飯の時間をテーマにした歌。
ABC
英語のアルファベットを毎日1文字ずつカラフルなイラストと共に紹介するコーナー。
ジユウたいそう
2021年4月から始まったコーナーであり、コロナ禍でも身体を動かせるよう企画された。
スケッチモーション
魔法のお絵かき。手描きイラストが動く。
ふみきりカンカン
遮断機の降りた踏切を色んなモノがあらゆる方向へ通過していくアニメーション。
切り絵アニメ：名取祐一郎
音楽：名取将子
ロボぷしゅ
ぷしゅぷしゅがロボットに変身したロボぷしゅとばあどさんの人形劇。一定時間が経つと、ロボぷしゅはぷしゅぷしゅに戻ってしまう。
操演：山田はるか
映像：レッツゴー/よこいかおり
声
ばあどさん：よこいかおり
歌：熊野森人
お話：三宅ひづる
人形制作：七速
操演服：木下裕絵
あるひのシナ田さん
ミュージカル調の楽曲と、アニメの登場キャラクター・シナ田さんが見せるエキサイティングなダンスをするアニメーション。
アニメーション：平松悠
効果音・声：チーナ
たいようサンのおうち
「たいようサン」(作曲：樋口太陽 編曲：zukio 歌：いのうえあい)から派生した短編アニメーション。
森の図書館
フクロウの「もなか先生(伊豆シャボテン動物公園で飼育されているフクロウ)」が絵本を読み聞かせてくれるコーナー。

## テーマ曲
オープニングテーマ「はじまりぷしゅ」
作詞 - 飯田佳奈子 / 作曲 - 信澤宣明 / 歌唱 - 彩夏子
エンディングテーマ「おわりぷしゅ」
作詞 - 飯田佳奈子 / 作曲 - 信澤宣明 / 歌唱 - 彩夏子
- オープニング、エンディング共に子役が登場しダンスを披露する。
- オープニングのみ、解説放送では「シナぷしゅダンス」と読んでいる。

## 声の出演
浮世絵さん：嶋川武秀（母心）
ひーたん：原田修佑（2022年7月まで）→林克征→矢内雄一郎（全てテレビ東京アナウンサー）
みーたん：松丸友紀（2024年3月まで）→藤井由依（共にテレビ東京アナウンサー）

## スタッフ

### レギュラー版
- 企画・総合演出：飯田佳奈子（※、以前はコンテンツ統括プロデューサー）
- プロダクトマネージャー：岡林曜子（※、以前はプロデューサー）
- 監修：開一夫（東京大学赤ちゃんラボ）
- 構成：たむらようこ、大木和美、太宰麻帆（たむら以外→※）
- 音楽制作：池田貴博（※時は音楽）
- 選曲効果：クォン・ジンホ（ジノソニック）【平日】、柳澤三重子（サウンドエッグノッグ、※）【不定期】
- アートディレクター：清水貴栄
- ぷしゅぷしゅ操演：山田はるか（※）
- 映像提供：アフロ【不定期】
- 画像協力：Shutterstock、iStock【不定期】
- 協力：D・Dファクトリー（※、以前は技術協力→撮影協力）
- 編集：庄司玲音（※）
- MA：上野裕（※）
- コーナー制作協力：クエストロ×ナナメ、iGlore【平日】、エヂカラ【週替り】、DIRECTIONS、せのびてれび、DRAWING AND MANUAL、ダダビ【週替り・日替り】、CEKAI【日替り】（※時は制作協力）
- アシスタントプロデューサー：山下幸恵（※）
- アシスタントディレクター：坂本美帆、本庄彩華、山中積輝（共に※）
- ディレクター：丸山恵・大森時生（テレビ東京）、萩原由美【週替り】、芝﨑真寿美（ホールマン）【平日】、斎藤俊介【週替り】（丸山以外→※）
- プロデューサー：富田晶子（ホールマン）、茂木葉子【平日】、武井陽介（エヂカラ）【週替り】（共に※、富田→以前はディレクター→一時離脱）
- チーフプロデューサー：工藤里紗（※、テレビ東京、以前はプロデューサー）
- 制作協力：ホールマン（※）
- 製作著作：テレビ東京

過去のスタッフ（レギュラー版）
- 構成：川波麗（※）
- ことばの監修：松丸友紀（以前はプロデューサー）[10]
- 選曲効果：藤野竜揮（※）
- ナレーター：倉野麻里
- 撮影協力：新光重機（新光→第1回・第2回はパイロット版）、中央大学体育連盟ボート部（中央大学→第3回はパイロット版）
- 画像協力：新潟市水族館マリンピア日本海、ゲッティ、Can Stock Photo、ピクスタ
- 編集：土谷昴生、加藤駿・仮野潔・高倉亮平・滝江航平（※）
- MA：吉田達矢
- コーナー制作協力：ベイビー・プラネット、Spoon.、MAMADAYS
- シナぷしゅPJ：関口淑恵（関口→以前は番宣）、合田知弘、桐生朋美、三好孝徳、鈴木紀子、林克征（林→以前はテレビ東京アナウンス部）、渡邉由佳子、伊藤歩
- ライセンス担当︰高垣恭子、矢田綾奈、長江璃奈、神垣尚太（全員※、高垣→以前はシナぷしゅPJ→一時離脱）
- アシスタントプロデューサー：三浦茜
- アシスタントディレクター：山崎美優、齋藤莉那、阿部美華、石井唯加、大隈愛海
- ディレクター：渡邉陸（テレビ東京）、上野健、松原綾子、岩上武司、石垣俊介、坂本侑哉、堀景輔、陶山加織、高橋健人、布施好則、呉俊鐸、高橋光、滝島春樹、山本裕典、新田元樹、大貫翔平、水野将仁、中田健士、大田剛史、坂根道紀
- プロデューサー：吉原正浩
- チーフプロデューサー：伊藤隆行

### ヨルぷしゅ
- 演出・プロデューサー：飯田佳奈子
- アートディレクター：清水貴栄
- 構成：太宰麻帆
- CAM：永島良一
- 編集：庄司玲音
- MA：上野裕
- オープニング音楽作曲：信澤宣明
- 音楽プロデューサー：池田貴博
- 音効：クォン・ジンホ
- 操演：山田はるか、友松正人
- 作画協力：名取祐一郎、牧鉄兵
- 技術協力：千代田ビデオ、テレビ東京アート、プロテックス
- 撮影協力：本格餃子 包、江戸屋うなぎ店、小西屋
- 制作協力：ホールマン
- 演出：佐藤祐基
- ディレクター：石垣俊介、芝﨑真寿美
- アシスタントディレクター：坂本美帆、本庄彩華、鈴木萌永、山中積輝、藤田鈴花
- プランニングマネージャー：神垣尚太
- アシスタントプロデューサー：山下幸恵
- プロデューサー：富田晶子、茂木葉子
- チーフプロデューサー：工藤里紗
- 製作著作：テレ東

### パイロット版
- 音楽エンジニア：相澤光紀
- 技術協力：ジェイ・クルー
- 照明：水野暁夫
- 美術：岩本朝美
- メイク：蔵本優花
- 「シナぷしゅダンス」協力：セイハダンスアカデミー
- 撮影協力：Oyako Cafe picnic
- 協力：フィンランド大使館（第1回）
- テレビ東京アナウンス部：前田真理子、秋元玲奈、狩野恵里、矢内雄一郎（第2回 - 第4回）、須黒清華（第1回・第5回）、森香澄（第2回・第3回）、田中瞳（第2回・第3回）、池谷実悠（第2回・第3回）
- ディレクター：城谷美里、深澤直人、渕聡
- プロデューサー：高橋弘樹

## ネット局と放送時間
字幕放送、解説放送は同時ネット局のみ実施。
本編中の放送日の日付のコールは同時ネットのみされ、遅れ放送では番組のタイトルコールに差し替えられている。(ネット配信では、差し替えられず、そのまま放送)
オリンピックハイライトを放送の日は7:50までの短縮放送になる。
| 放送対象地域   | 放送局                | 系列           | 放送時間                            | ネット状況 | 備考                |
| -------------- | --------------------- | -------------- | ----------------------------------- | ---------- | ------------------- |
| 関東広域圏     | テレビ東京（TX）      | テレビ東京系列 | 平日 7:35 - 8:00 ↓ 平日 7:30 - 8:00 | 制作局     | [ 注 3 ]            |
| 北海道         | テレビ北海道（TVh）   | テレビ東京系列 | 平日 7:35 - 8:00 ↓ 平日 7:30 - 8:00 | 同時ネット |                     |
| 愛知県         | テレビ愛知（TVA）     | テレビ東京系列 | 平日 7:35 - 8:00 ↓ 平日 7:30 - 8:00 | 同時ネット |                     |
| 大阪府         | テレビ大阪（TVO）     | テレビ東京系列 | 平日 7:35 - 8:00 ↓ 平日 7:30 - 8:00 | 同時ネット | [ 注 4 ]            |
| 岡山県・香川県 | テレビせとうち（TSC） | テレビ東京系列 | 平日 7:35 - 8:00 ↓ 平日 7:30 - 8:00 | 同時ネット | [ 注 5 ]            |
| 福岡県         | TVQ九州放送（TVQ）    | テレビ東京系列 | 平日 7:35 - 8:00 ↓ 平日 7:30 - 8:00 | 同時ネット |                     |
| 和歌山県       | テレビ和歌山（WTV）   | 独立局         | 平日 7:35 - 8:00 ↓ 平日 7:30 - 8:00 | 同時ネット | [ 注 6 ]            |
| 滋賀県         | びわ湖放送（BBC）     | 独立局         | 平日 16:29 - 16:54                  | 遅れネット | [ 注 7 ] [ 注 8 ]   |
| 奈良県         | 奈良テレビ（TVN）     | 独立局         | 水曜 7:30 - 7:59                    | 遅れネット | [ 注 9 ]            |
| 岐阜県         | 岐阜放送（GBS）       | 独立局         | 月曜 9:00 - 9:30                    | 遅れネット | [ 注 10 ] [ 注 11 ] |
| 山形県         | テレビユー山形（TUY） | TBS系列        | 月 - 火曜 11:00 - 11:30             | 遅れネット | [ 注 12 ]           |
| 鳥取県・島根県 | 山陰放送（BSS）       | TBS系列        | 最終月曜 15:54 - 16:21              | 遅れネット | [ 注 13 ]           |
| 熊本県         | テレビ熊本（TKU）     | フジテレビ系列 | 不定期日曜 17:20 - 17:25            | 遅れネット | [ 注 14 ] [ 注 15 ] |

### 過去のネット局
いずれの局も遅れネット。
| 放送対象地域 | 放送局             | 系列           | 放送時間           | 備考      |
| ------------ | ------------------ | -------------- | ------------------ | --------- |
| 高知県       | テレビ高知（KUTV） | TBS系列        | 火曜 16:25 - 16:50 | [ 注 16 ] |
| 岩手県       | テレビ岩手（TVI）  | 日本テレビ系列 | 金曜 10:25 - 10:50 | [ 注 17 ] |

### ネット配信
更新はテレビ東京放送日時基準
| 配信元         | 更新日時           | 配信期限 | 備考                 |
| -------------- | ------------------ | -------- | -------------------- |
| ネットもテレ東 | 平日放送終了後更新 | 年度内   | 過去分を含め無料配信 |
| TVer           | 平日放送終了後更新 | 年度内   | 過去分を含め無料配信 |
| GYAO!          | 平日放送終了後更新 | 年度内   | 過去分を含め無料配信 |

## 制作

### 制作の経緯
シナぷしゅの企画・総合演出を手掛ける飯田佳奈子は、テレビ東京の営業局にいた2018年、長男を出産。生後4か月の頃、子育て支援センターを初めて訪れた際にお母さんたちが「昨日も1時間くらいテレビを見せちゃった」と話している場面に遭遇した。まるでテレビが害悪のような話し方をする母親たちに対して、YouTubeでは一般人が制作した子ども向け動画が何十万回も再生されている現実があり、そのギャップに興味を持ったという。
また、飯田は出産や育児を経験する中で、テレビや動画に助けられてきたと感じていた。令和の育児は、母親が1人で担当する「ワンオペ」の場面が多い。1人で育児を担う親が必死に子供向けコンテンツを探すのを見て、「子どもに見せたいと思える」「親が見せて安心できる番組」の制作を思い当たった。
2019年6月、飯田は新規事業を考える部署で職場復帰。2019年7月に赤ちゃん向けの企画書を提出した。個人視聴率の調査は4歳以上のため、赤ちゃんは対象外。前例のない赤ちゃん向けの番組だったが、「誰もやっていないなら、やってみたら」というテレビ東京の文化に背中を押してもらい、子育て中の社員が横断的に集まって制作が開始された。
その後、飯田は複数の社員と協力して本作の企画を立案し、東京大学赤ちゃんラボが監修にあたった。
番組名の「シナぷしゅ」は、「適切な刺激で脳のシナプスを増やして、赤ちゃんの世界が『ぷしゅっ』と広がり、パパママの肩の力が『ぷしゅ～』と抜ける」という意味を込める形で名づけられた。メインキャラクターとして「ぷしゅぷしゅ」も誕生した。

### 企画・演出
制作にあたり、飯田は視聴者を単に子ども扱いするのではなく、赤ちゃんの可能性を広げる内容になるよう心掛けていると朝日新聞社のコンテンツ「好書好日」とのインタビューで話している。
コーナーの一つである短編アニメ「ヒカリの森の黒うさぎ」では、小さな子どもや外国の視聴者でも理解できるよう、台詞をなくし、音楽で表現するという演出が取られている。
人気コーナーの「がっしゃん」は、プロデューサーの一人だった松丸友紀が立案した。
松丸は元々アナウンサーであり、企画の立案はこの時が初めてだった。悩んでいたところ、「子どもが好きなものを詰め込んではどうか」というアドバイスが寄せられた。当時2歳半だった息子の好きな物を考えた際、大好きな新幹線が連結する様子を「がっしゃん」と呼んでいたことにヒントをもらい、同コーナーを企画した。
進行役のみーたんとひーたんのパペットは、松丸のオファーにより徳島県在住のぬいぐるみ作家yoshimaruが制作した。
また、みーたんの声は松丸本人が、ひーたんの声はアナウンサーの原田修佑がそれぞれ担当した。
また、早期英語教育への関心が高まってきたことから、本番組でも英語を取り入れるコーナーが設けられた。
プロデューサーの一人である工藤里紗は「楽しいだけで終わってしまうのではなく、子どもが英語の世界に自然になじんでいくための動線を作りたいという思いがありました。フォニックスの音を知っていると、文字を見てなんとなく発音できるようになる。乳幼児期の“正解”はわかりませんが、英語の歌に加えてフォニックスを番組に取り入れてみたいと思いました」とAERAとのインタビューの中で話している。
さらに、様々な国の言葉で「いないいないばあ」をするものなど、英語以外の外国語も題材としたコーナーも用意された。
これについて飯田は「意味がわからなくても、外国語の音を聞いて耳の可動域を広げたり、少し背伸びしたコンテンツに接することで、楽しく毎日聞いている間に興味への伸びしろが増えているような状況が一番いいと思っています。」と話している。一方、工藤はAERAとのインタビューの中で「いろいろな言葉や音に接していると、知らないものも自然と受け入れられる、オープンなマインドが育つことにつながるかな、と。これからの時代を生きる子どもにとって、多様性というのはひとつの大切なキーワードだと感じています」と話している。

### スポンサー・コラボレーション
飯田が営業局にいたころから、「子供向けのアニメ番組に広告を出したい」という要望が企業からテレビ東京へ多く寄せられていたものの、製作委員会方式で制作されたアニメ作品ではCM枠が委員会に参加している企業におさえられていた。飯田は朝の30分枠で子供番組を用意すればスポンサーがつくと確信し、番組の配信や商品化といった二次収入で売り上げを立てられると判断した。
本番組は企業とのコラボレーションも行われている。たとえば、2021年6月には、GUから本番組を題材としたベビー服が発売された。
GU babyの責任者・平松修吉はコラボレーションの経緯について、「2、3年前よりベビー服の開発要望が社内外から寄せられていた中で、知名度のある本番組とのコラボレーションが社内から提示され、番組スタッフの姿勢からコラボレーションを決めた」とメディアコンサルタントの境治の取材に対して説明している。
コラボレーションに当たっては、飯田をはじめとする番組スタッフも監修者として開発に参加した。

## 関連番組
- 『ウタぷしゅ』シナぷしゅの人気曲を集めた番組。祝日などにスペシャル番組が放送されている。
- 『やさいぷしゅ』2022年10月22日放送。事前に一般募集された遠足ロケの模様が放送された。

## 映画
『シナぷしゅ THE MOVIE ぷしゅほっぺにゅうワールド』2023年5月19日公開。
番組メインキャラクターの「ぷしゅぷしゅ」たちを題材とした作品。複数のクリエイターがパペット、アニメーション、クレイアニメ、切り絵アニメ、浮世絵等、いろんなジャンルの作品のパートを担当している。映画オリジナルキャラであるタオルの妖精「にゅう」の声を当番組を子供と一緒によく見ている玉木宏が演じている。
声の出演
ぷしゅぷしゅ：岩本彩楓
浮世絵さん：嶋川武秀（母心）
ひーたん：矢内雄一郎（テレビ東京アナウンサー）
みーたん・予告編ナレーション：松丸友紀（テレビ東京アナウンサー）
にゅう：玉木宏（特別出演）
他
主題歌
「はじまりぷしゅ」（歌：chelmico）
本編オープニング曲「はじまりぷしゅ」カバー曲。
「エンドロールぷしゅ」（歌：chelmico）
本編エンディング曲「おわりぷしゅ」と、chelmicoが歌った“つきうた”の「あべこべ」をミックスさせた映画オリジナル楽曲。
挿入歌
「これからも ヨロレイヒ」
他
スタッフ
監督：清水貴栄
劇伴音楽：信澤宣明
企画・プロデュース：飯田佳奈子
制作：テレビ東京・CEKAI
東京大学赤ちゃんラボ 関一夫推薦作品
配給：ローソンエンタテインメント ©SPMOVIE2023

## アルバム
|                            | 発売日         | タイトル                                    | 収録曲 | 販売形態 |          |          |          |
| TV TOKYO                   | TV TOKYO       | TV TOKYO                                    | TV TOKYO | TV TOKYO | TV TOKYO | TV TOKYO | TV TOKYO |
| -------------------------- | -------------- | ------------------------------------------- | --- | -------- | -------- | -------- | -------- |
| 1st                        | 2020年7月21日  | 「シナぷしゅ」のうた                        | 1. はじまりぷしゅ / 彩夏子 [1:26] 2. あいうえーお！のうた / Taiyo Higuchi [2:00] 3. マンマのうた / 海蔵亮太 [0:32] 4. 上々 / Evan Call & NINO [1:55] 5. 雨とココナッツ / 岡江真一郎 [1:59] 6. にょきの木 / Love [2:01] 7. ひーたんみーたんのマーチ / ひーたん&みーたん [2:03] 8. おわりぷしゅ / 彩夏子 [1:23] | 配信     |          |          |          |
| 2nd                        | 2021年6月1日   | シナぷしゅのうた 2                          | 1. ジユウたいそう / 山田エンリ [1:32] 2. マンマのうた / 海蔵亮太 [2:00] 3. とっぴんぱらりのぷぅ / 志人 [1:59] 4. OP・PAI・BLUES / Love [2:00] 5. まっかあっかあき / 河口恭吾 [2:01] 6. タベタイ / 坂本美雨 [2:00] 7. ぷしゅぷしゅえかきうた / 彩夏子 [1:03] 8. おくいぞめ / Gyoko [1:59] 9. はるまつワルツ / 東郷清丸 [1:59] 10. Ready to rock n'roll / KOKIA [1:59] 11. そらのライオン / KEMURI [1:59] 12. これからも ヨロレイヒ / Meirin [1:59] 13. きょうのおやすみ / サボテン高水春菜 [2:00] | 配信     |          |          |          |
| コロムビア・マーケティング |                |                                             | |          |          |          |          |
| 3rd                        | 2021年12月1日  | シナぷしゅ あいうえーお! で はじまりぷしゅ♪ | 1. はじまりぷしゅ / 彩夏子 2. あいうえーお! のうた / 樋口太陽 3. ジユウたいそう / 山田エンリ 4. マンマのうた / 海蔵亮太 5. パン / 田中加奈子 6. みるみるみるめ~ヨロコビへん~ / たかやなぎみつき 7. ぷしゅぷしゅえかきうた / 彩夏子 8. シナぷしゅてあそびうた~かたつむりがおりました~ / マユミーヌ 9. なんでもGOGOソング / singmanとゴーゴーファミリー 10. おさかなしりとりずかん / さかなのおにいさんかわちゃん 11. おくいぞめ / 漁港 12. タベタイ / 坂本美雨 13. 雨とココナッツ / 岡江真一郎 14. はるまつワルツ / 東郷清丸 15. にょきの木 / LOVE 16. まっかあっかあき / 河口恭吾 17. きょうのおやすみ / サボテン高水春菜 18. とっぴんぱらりのぷぅ / 志人 with kids, birds, and insects 19. OP・PAI・BLUES / LOVE 20. Ready to rock n'roll / KOKIA 21. 上々-jyou! jyou!- / NINO&Evan Call 22. ふゆのキセキ / おかゆ 23. ぷしゅぷしゅ音頭 / MAKI 24. ひーたんみーたんのマーチ / ひーたん&みーたん 25. おわりぷしゅ / 彩夏子 26. シナぷしゅ器楽曲「んぱぱぱ ぴぴぴん」（ボーナストラック） 27. ヒカリの森の黒うさぎのテーマ（ボーナストラック） | CD       |          |          |          |
| TV TOKYO                   |                |                                             | |          |          |          |          |
| 4th                        | 2022年8月26日  | シナぷしゅのうた 3                          | 1. あめあめフレー / 牧野竜太郎 2. すくすく / バンドじゃないもん!MAXX NAKAYOSHI 3. ゆめのマサイマラ / 佐野航太郎 4. はてなしはてな? / 志人 5. かぞえうた / ポップしなないで 6. おさかなしりとりずかん / さかなのおにいさん かわちゃん 7. なんでもGOGOソング / singmanとゴーゴーファミリー 8. ぷしゅぷしゅ音頭 / MAKI 9. ヒカリの森のさんぽみち / 名取家の子 10. みるみるみるめ～シアワセへん～ / たかやなぎ みつき 11. トロトロレトロちゃん / 五阿弥ルナ 12. パン / 田中加奈子 13. ちゃうちゃうワンワンよ / なこ | 配信     |          |          |          |
| コロムビア・マーケティング |                |                                             | |          |          |          |          |
| 4th                        | 2022年11月23日 | シナぷしゅ ジャーン!と すくすく かぞえうた♪ | 1. はじまりぷしゅ / 彩夏子 2. そらのライオン / KEMURI 3. これからも ヨロレイヒ / Meirin 4. あめあめフレー / 牧野竜太郎 5. すくすく / バンドじゃないもん!MAXX NAKAYOSHI 6. ゆめのマサイマラ / 佐野航太郎 7. はてなしはてな? / 志人 8. かぞえうた / ポップしなないで 9. みなみのしまのあそびうた / 城南海&奄美大島のこどもたち 10. Up Late On Christmas～よふかしゅ～ / リリー・メイ 11. ジャーン! / チーナ 12. べびちゅ / 川崎鷹也 13. あべこべ / chelmico 14. ちゃうちゃうワンワンよ / なこ 15. めっさサメたろう / なこ 16. ウーパールーパーだいすきパー / ボーカロイド 17. しましまきがちよ / MOMO 18. ようかいにようかい? / MOMO 19. ヒカリの森のさんぽみち / 名取家の子 20. たいようサン / 井上愛 21. トロトロレトロちゃん / 五阿弥ルナ 22. むしビート～だんごむし～ / 草川瞬/Aya 23. おわりぷしゅ / 彩夏子 24. はじまりぷしゅ ～オーケストラver.～ (ボーナストラック) 25. シナぷしゅ オープニングメドレー (ボーナストラック) | CD       |          |          |          |
| TTM RECORDS                |                |                                             | |          |          |          |          |
| 4th                        | 2023年5月20日  | シナぷしゅのうた 4                          | 1. みなみのしまのあそびうた / 城南海,奄美大島のこどもたち 2. Up Late On Christmas～よふかしゅ～ / リリー・メイ,糸山佐奈恵,糸山寛人 3. ジャーン! / チーナ 4. べびちゅ / カワサキタカヤ 5. あべこべ / chelmico 6. きみのともだち / 思い出野郎Aチーム 7. フルーツのマーチ / かなまる 8. 0%のまほう / けんいち 9. Tout est tout pour l'été ～なつにむかって～ / Reina Kitada 10. たってすわってたちうおバンザイ / さかなのおにいさん かわちゃん 11. よるのとしょかん / 鈴木真海子,工藤祐次郎 12. 秋田大黒舞 / 民謡クルセイダーズ 13. さんごdeタンゴ / Evan Call 14. シロクマ トコナツ クリスマス / サボテン高水春菜 | 配信     |          |          |          |

## DVD
| 発売日         | タイトル                                          | 規格品番  |
| -------------- | ------------------------------------------------- | --------- |
| 2021年12月1日  | シナぷしゅ あいうえーお!で ヨロレイヒ♪            | COBC-7259 |
| 2022年11月23日 | シナぷしゅ ジャーン!と すくすく パン・どん・チャ♪ | COBC-7313 |

## 書籍
全て小学館より発売。
- シナぷしゅ マグネットシールえほん（2021年12月、9784099425050）
- シナぷしゅぷ しゅぷしゅみ～つけた! みつけっこえほん（2022年9月15日、9784097251941）
- めくってあそぼう!しかけえほんシナぷしゅ（2022年11月21日、9784097353508）
- ぷしゅぷしゅの こんにちは! ゆびにんぎょうえほん シナぷしゅ（2022年12月7日、9784097353485）

## 反響
氏家夏彦によると、2020年12月時点における本番組の個人視聴率は約0.4%で、同時間帯に放送されているNHK・Eテレの赤ちゃん向け番組『いないいないばあっ！』の約1.3％の半分以下とされている。
これに対し、飯田は氏家とのインタビューの中で、本番組の提供スポンサーの一つであるタマホームを例として提示し、番組を見た子どもたちが同社のCMソングを覚えたり、他の番組で同社のCMを見て本番組を想起するといった反応があったとも話している。
また、ジーユーとのコラボレーションでは、ジーユー側の予想よりも大きな売り上げをみせ、テレビ東京の放送エリア外の地域でもヒットしたほか、売り切れる店も出てきた。

### 評価
ライターの松庭直は、乳幼児を含む3人の子どもとともにパイロット版を見た感想として、「『シナぷしゅ』はテンポ良く場面が切り替わり、子供を飽きさせない工夫が凝らされていると思いました。[中略]ダンスがあり、歌があり、教育があり、とさまざまなコーナーが詰め込まれていると感じました。[後略]」
と話している。
その一方で、松庭は「テンポの良さを優先しているためだと思いますが、ＭＣが不在で、子供が一呼吸つける瞬間がないのが残念です。番組終了後は子供が少し疲れた様子でした。[中略]もうひとつ、番組のコンセプトは『我が子に安心して見せられる』とのことですが、正直、どこが『安心』なのか。親の立場からすると、もう少し丁寧な説明が欲しいと思いました」とも話している。